# SV Kampong

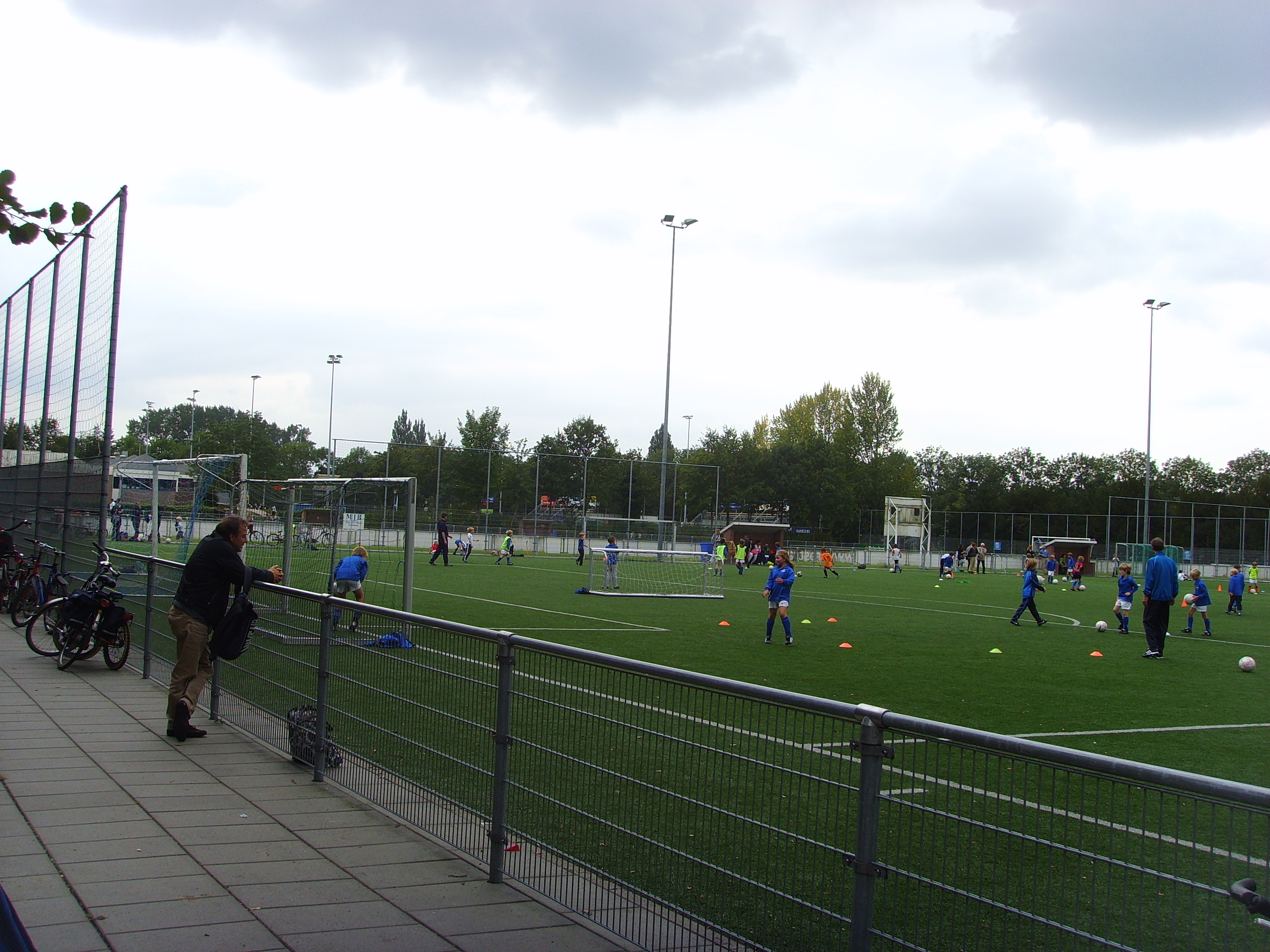
Het kunstgrasveld

Sportvereniging Kampong of SV Kampong is de grootste Nederlandse omnisportvereniging uit Utrecht (Maarschalkerweerd) met meer dan 6700 leden. De vereniging telt een hockey-, een voetbal-, een cricket-, een squash-, een tennis- en een jeu de boules-vereniging. De voetbalafdeling is opgericht op 29 september 1902.
Tot de vereniging behoort een hockeyafdeling, die met 3361 leden (peildatum 31 oktober 2024) de grootste hockeyclub van Nederland is. Zowel de mannen (zevenvoudig landskampioen) als de vrouwen (landskampioen in 1994 en 1995) speelden jarenlang in de hoogste afdeling van de Nederlandse hockeycompetitie, de hoofdklasse en spelen daar nu (2019/20) ook.

## Geschiedenis
De vereniging is meer dan honderd jaar geleden opgericht als voetbal- en cricketclub. Hoewel de hockeyclub er pas later bij kwam (1935) is dat heden de grootste afdeling.
De naam is afkomstig van het Indische woord kampong, dat omheind erf betekent. De oprichters van de club waren allemaal afkomstig uit dezelfde "omheinde" wijk in Utrecht, waar veel oud-Indiëgangers woonden.
Tot de jaren 30 was Kampong enkel een mannensportclub. Nadat sommige donatrices hun beklag deden werd er in 1932 ook een vrouwenafdeling opgericht. Tot 1936 werd gespeeld op het complex Welgelegen, waarna dit met de komst van de hockeyclub werd ingeruild voor het huidige sportpark Maarschalkerweerd.

## Sportverenigingen
De verschillende takken van sport binnen SV Kampong:
- Cricket: opgericht 29 september 1902
- Voetbal: opgericht 29 september 1902
- Cricket (Damesafdeling): opgericht 12 juni 1932
- Hockey: opgericht 19 oktober 1935
- Squash: opgericht 1 april 1978
- Tennis: opgericht 18 mei 1979
- Jeu de boules: opgericht 1 juni 1987

## Voetbal
Kampong is een amateurvoetbalclub met circa tweeduizend leden. Het standaardelftal bij de mannen promoveerde in 2020 naar de Eerste klasse, en twee jaar later voor het eerst naar de Vierde divisie. Via de na-competitie stootte de club meteen door naar de Derde divisie. De voetbaltak bestaat al sinds de oprichting van de club op 29 september 1902.

### Bekende (ex-)spelers
- André le Fèvre
- Albert de Voogd

### Competitieresultaten vanaf 1908
| 5 3D |

| 1 3A |

| 1 2B |

| 4 2A |

| 3 2C |

| 3 2C |

| 4 2C |

| 6 |

| 7 2C |

| 8 2D |

| 6 2B |

| 8 2A |

| 10 2A |

| 3 3C |

| 2 3C |

| 1 3E |

| 8 2B |

| 9 2B |

| 8 2B |

| 10 2B |

| 7 3D |

| 9 3C |

| 6 4D |

| 6 4D |

| 4 4E |

| 9 4E |

| 8 4F |

| 7 4F |

| 8 4F |

| 6 4G |

| 9 4G |

| 7 4H |

| 4 R |

| 5 4I |

| 6 4L |

| 7 4L |

| 5 4L |

|  |

| 1 4M |

| 3 4J |

| 6 4L |

| 6 4K |

| 8 4K |

| 6 4I |

| 12 4G |

|  |

|  |

|  |

| 1 4H |

| 4 3D |

| 10 3D |

| 10 3D |

| 9 3D |

| 12 3D |

| 4 4G |

| 3 4H |

| 10 4G |

| 9 4G |

| 2 4H |

| 10 4G |

| 3 4G |

| 6 4G |

| 7 4G |

| 4 4G |

| 6 4H |

| 10 4G |

| 7 4H |

| 4 4H |

| 5 4G |

| 5 4G |

| 2 4G |

| 3 4G |

| 1 4G |

| 3 3D |

| 6 3D |

| 1 3D |

| 2 2B |

| 11 1A |

| 10 2B |

| 14 2B |

| 7 3D |

| 5 3D |

| 2* 3D |

| 10 2B |

| 8 2B |

| 4 2B |

| 2 2B |

| 2 2B |

| -- 2B |

| -- 1A |

| 1 1A |

| 2 B |

| 17 A |

| Derde Divisie | 4e divisie | Eerste klasse | Tweede klasse | Derde klasse | Vierde klasse | Noodcompetitie |

* 2014: Won de beslissingswedstrijd om het klassekampioenschap met 3-1 van SCH '44.
In elke staaf van de grafiek staat van boven naar beneden vermeld: 
- Eindnotering

Dit is de positie die de club heeft bereikt in de competitie, zonder eventuele beslissings-, play-off- of nacompetitiewedstrijden die nodig zijn geweest om bijvoorbeeld de kampioen van de competitie te bepalen.
Indien een * achter het getal staat is de notering een tussenstand en kan het zijn dat de notering niet overeenkomt met de uiteindelijke eindstand van de competitie.
Staat er een - dan is het seizoen nog bezig en is er geen definitieve uitslag bekend.
Staat er xx op de positie van de notering, dan heeft de club vroegtijdig de competitie verlaten. Dit kan onder andere komen door terugtrekking van het team, faillissement van de club of door een uitgedeelde straf van de KNVB. In veel gevallen staat elders in het artikel de reden vermeld.
Staat er een ? dan is het resultaat uit het verleden onbekend, en is alleen de competitie of het niveau bekend van dat seizoen.
In de seizoenen 2019/20 en 2020/21 werd wegens de coronacrisis het amateurvoetbal afgebroken. Daardoor kennen deze staven geen eindklassering (middels -- weergegeven).
- Competitieniveau en afdelingsletter of Officiële eindstand Eredivisie
  - Competitieniveau en afdelingsletter

Hierbij geeft het getal het niveau weer, dat ook terug te vinden is in de legenda. De letter is de afdelingsaanduiding en wordt gebruikt wanneer er meer afdelingen zijn op hetzelfde niveau. De afdelingsletter is altijd een hoofdletter en wordt meestal zonder nummer gebruikt.
Voorbeeld: 2F is niveau 2e klasse competitie F.
Het competitieniveau en nummer wordt niet vermeld wanneer er slechts één competitie van dit niveau was.
  - Officiële eindstand Eredivisie (getal staat tussen haakjes vermeld)

Sinds de introductie van play-offwedstrijden voor Europees voetbal na afloop van de reguliere competitie in 2005/06, is de KNVB verplicht een eindstand van de Eredivisie door te geven aan de UEFA aan de hand van deze play-offwedstrijden.
Bij deze eindstand staan clubs die zich hebben gekwalificeerd voor Europees voetbal hoger dan clubs die zich niet wisten te kwalificeren. Indien er geen verschil was tussen de eindnotering en de officiële eindstand, staat dit getal niet vermeld.

- Onderafdeling

Hier staat afgekort de naam van de onderafdeling indien de club in dat jaar in een onderafdeling uitkwam. Tevens staat deze afkorting in de legenda en wordt gelinkt naar het artikel over deze onderafdeling. Deze afkorting wordt alleen vermeld wanneer de club in het verleden in verschillende onderafdelingen heeft gespeeld. Deze vermelding is in de staaf altijd in kleine letters. Deze onderafdelingen zijn na het seizoen 1995/96 afgeschaft. Heeft de club in slechts één onderafdeling gespeeld, dan is dit alleen terug te vinden in de legenda.
Onder de staaf staat het jaartal vermeld waarin het seizoen is afgesloten. 15 verwijst naar het seizoen 2014/15 of eventueel het seizoen 1914/15.
Wanneer een staaf leeg is, zijn deze gegevens niet bekend. Het kan ook zijn dat de club dat seizoen niet heeft meegespeeld op het hogere amateurniveau, vroegtijdig de competitie heeft verlaten of uit de competitie is gezet.

In het seizoen 1944/45 was er wegens de Tweede Wereldoorlog geen regulier competitievoetbal.

## Cricket

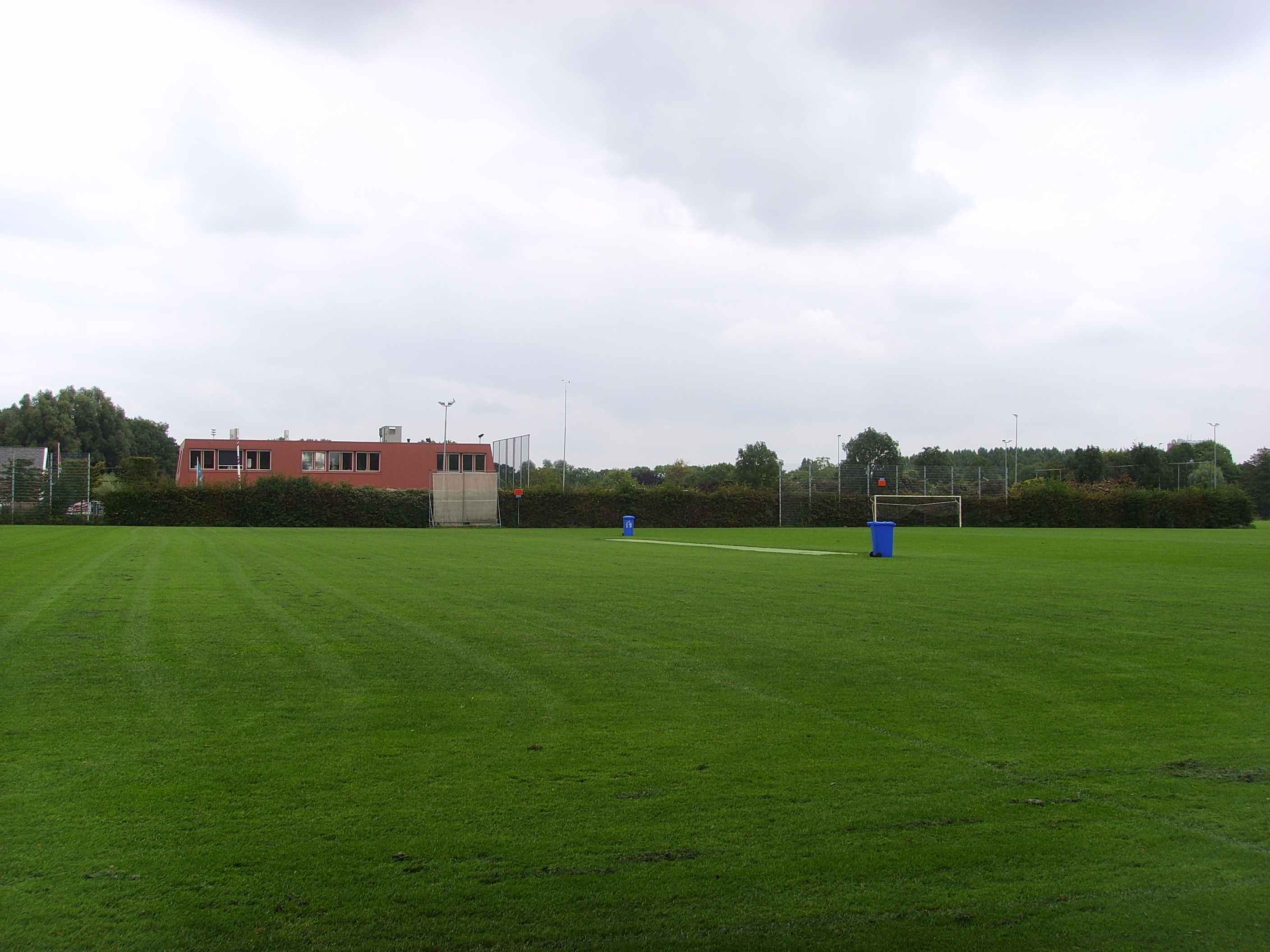
De Domeinen

In 1902 werd eveneens een cricketafdeling opgericht, die momenteel ca. 241 leden telt, verdeeld over vijf senioren-herenelftallen, een heren-veteranenelftal, een dameselftal en een C-jeugdelftal. Kampong heeft enkele Nederlandse internationals geleverd: Floris Jansen en Peter Cantrell zaten in de jaren negentig in de nationale selectie. Kampong levert ook regelmatig spelers aan de Nederlandse dames- en jeugdselecties. Eind jaren tachtig en begin jaren negentig is Kampong zowel bij de heren als bij de dames enkele keren landskampioen geweest.
Op Sportpark Maarschalkerweerd is er de afgelopen jaren een graswicket aangelegd, waarvan er op dit moment slechts drie in Nederland zijn. Door de aanleg is de accommodatie geschikt is gemaakt voor topcricket in Nederland en internationale wedstrijden. Het Nederlands cricketelftal traint en speelt geregeld op het terrein van Kampong.

## Hockey

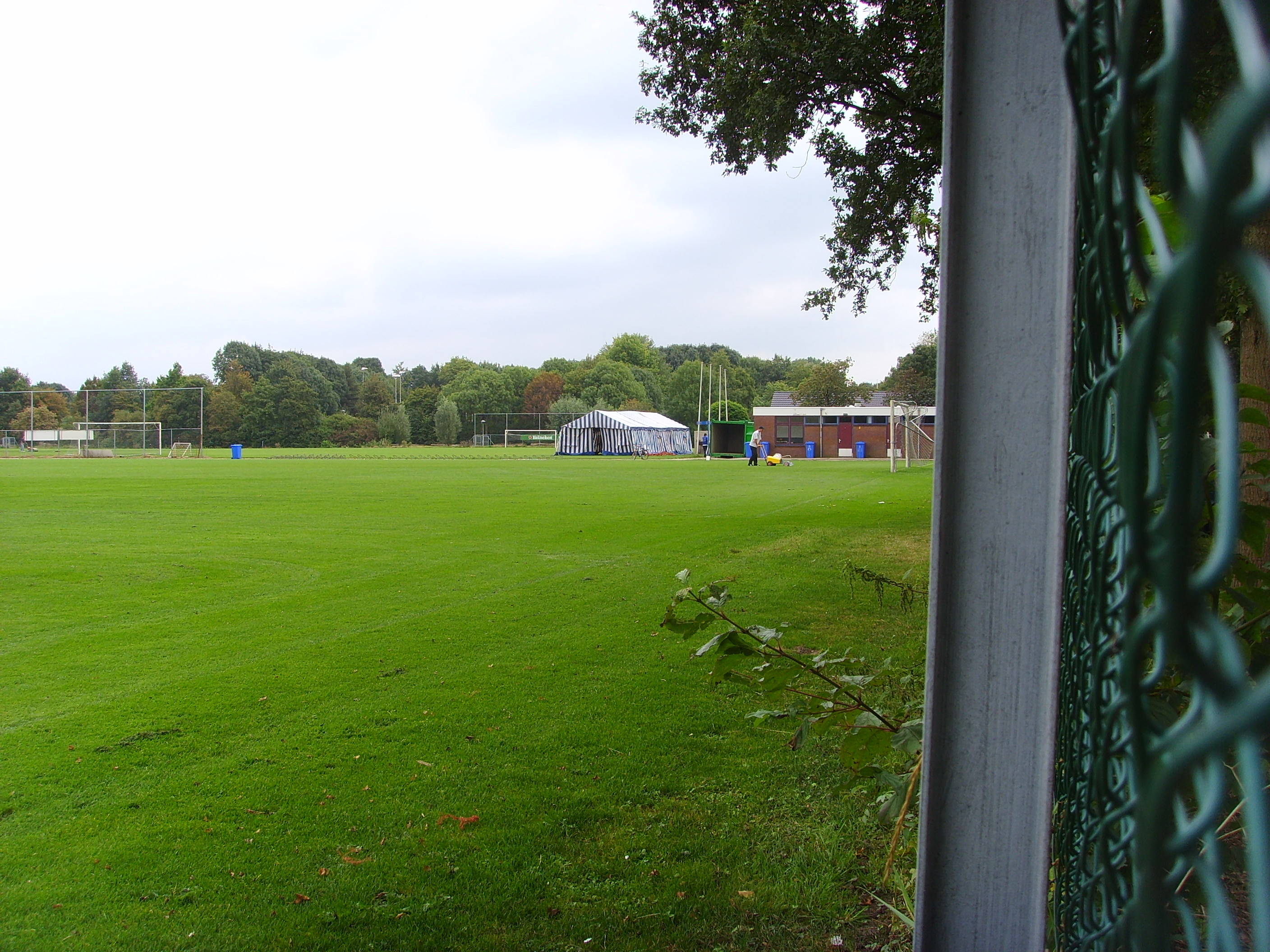
De Domeinen

SV Kampong Hockey is de grootste hockeyclub van Nederland. De hockeyafdeling werd op 19 oktober 1935 opgericht. Zowel de mannen als de vrouwen komen uit in de hoogste afdeling van de Nederlandse hockeycompetitie, de hoofdklasse. In het seizoen 2004-2005 degradeerde de mannenploeg naar de overgangsklasse, om in het seizoen 2005-2006 direct weer terug te promoveren naar de Rabohoofdklasse. Beide teams zijn meerdere keren landskampioen geworden, de mannen acht keer en de vrouwen twee keer. De mannen waren in 2013 landskampioen in de zaal.
De club telt zes water-, twee semiwater- en een halve zandingestrooide kunstgrasveld. Het terrein is gevestigd aan de Laan van Maarschalkerweerd in Utrecht-Oost. Afgelopen jaren heeft Kampong heel veel werk gedaan aan het terrein inclusief de bouw van het nieuwe clubhuis. 

## Tennis

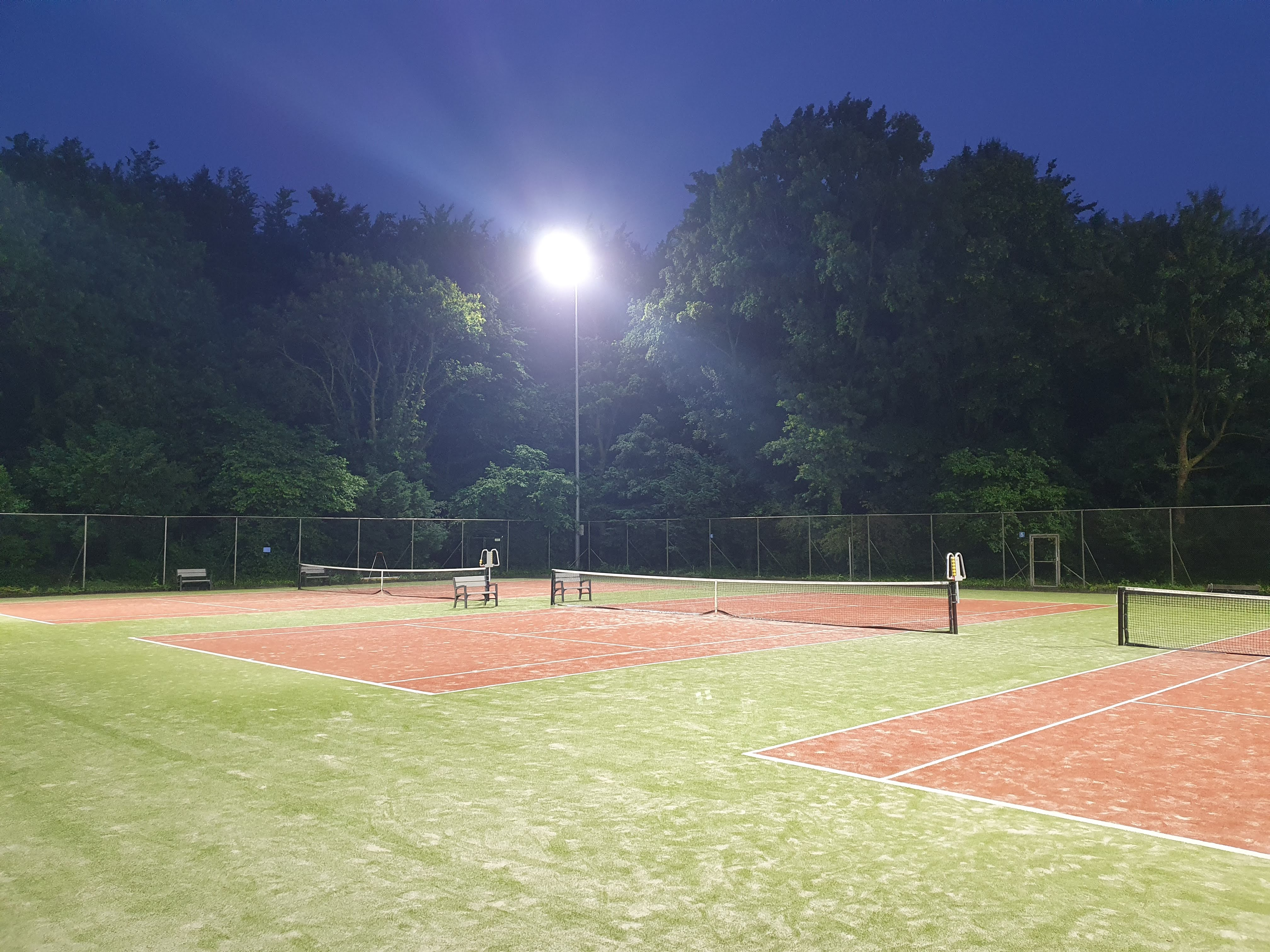
Tennisbanen SV Kampong Tennis

SV Kampong Tennis is opgericht op 18 mei 1979, telt ruim 800 leden en beschikt op 6 kunstgrastennisbanen. Elk jaar organiseert SV Kampong Tennis het Fenneke Schutte Open Toernooi, dat is vernoemd naar de oprichtster van de vereniging.
Sinds 2017 beschikt SV Kampong Tennis over een eigen clubhuis op het terrein van de Omnivereniging. 